# ARRL-Radiogramm

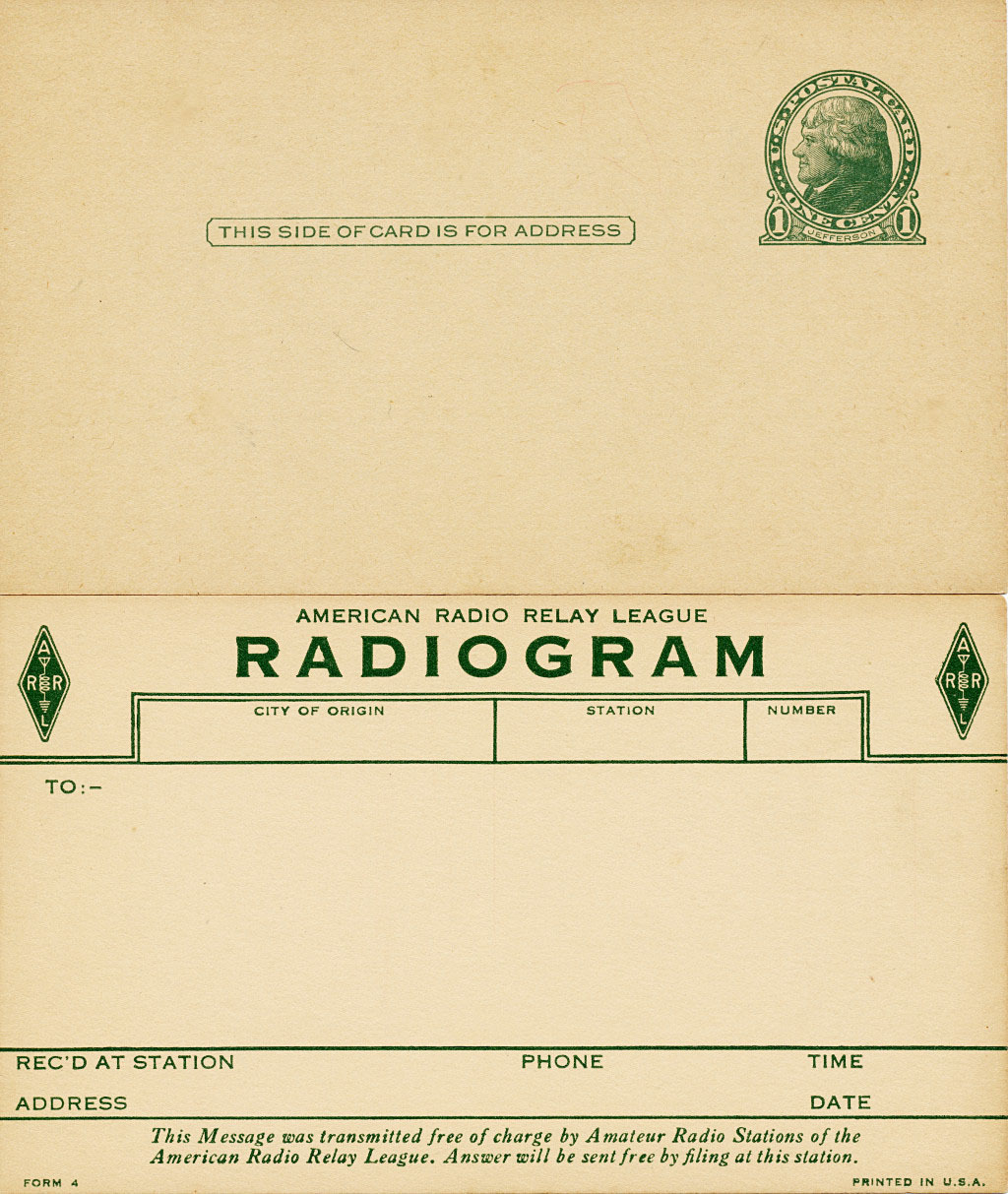
Historischer ARRL-Radiogramm Vordruck

Ein ARRL-Radiogramm, im englischsprachigen Original ARRL radiogram geschrieben, ist ein im nordamerikanischen Raum im Rahmen des Amateurfunks und der Organisation der American Radio Relay League (ARRL) übermitteltes Funktelegramm (FT), das mithilfe des US-nationalen Netzwerks National Traffic System (NTS) von amerikanischen Funkamateuren auf freiwilliger Basis übermittelt wird. Diese Art der Nachrichtenübermittlung und Nutzung des Amateurfunks durch Funkamateure ist in europäischen Ländern wie in Deutschland laut § 5 Abs. 5 AFuG (Amateurfunkgesetz) verboten. Eine Ausnahme davon bildet in Europa nur der Notfunk.
Bei solch einem Funktelegramm handelt es sich stets um Klartext, also einen offen lesbaren Wortlaut, niemals um eine verschlüsselte Botschaft. Zu dem eigentlichen Spruchtext hinzu kommen übliche Metadaten, wie ein Spruchkopf mit beispielsweise einer Spruchnummer, der Uhrzeit der Aufnahme oder Absendung der Nachricht sowie möglicherweise deren Zeichenanzahl, also der Spruchlänge, ein Dringlichkeitsvermerk beziehungsweise eine Angabe der Nachrichtenpriorität sowie notwendige Informationen zu Absender und Empfänger.

## Geschichte
In der Geschichte des Amateurfunks zeigten sich die Vereinigten Staaten traditionell wesentlich liberaler und aufgeschlossener als das Deutsche Reich (1871–1945). Obwohl es Heinrich Hertz (1857–1894) an der damaligen  Technischen Hochschule Karlsruhe war, dem es im November 1886 zum ersten Mal gelang, die von ihm erzeugten elektromagnetischen Wellen wieder zu empfangen und nachzuweisen, und er so die Grundlagen der heutigen Funktechnik legte, wurde die Entwicklung des Amateurfunks hier nicht gefördert. Im Gegenteil, nach dem Gesetz über das Telegrafenwesen des Deutschen Reiches vom 6. April 1892 galt: „Das Recht, Telegraphenanlagen für die Vermittelung von Nachrichten zu errichten und zu betreiben, steht ausschließlich dem Reich zu.“ Damit war der private Betrieb von Sendern oder Empfängern, egal ob kabelgebunden oder drahtlos, sowie die private Übermittelung von Nachrichten mithilfe dieser Technik im Deutschen Kaiserreich (1871–1918) verboten.
In den Vereinigten Staaten hingegen war dies erlaubt, was zu einem enormen Aufschwung der Funktechnik insgesamt und speziell des dortigen Amateurfunks beitrug. Folglich entstand auch genau dort der erste nationale Amateurfunkverband der Welt. Dies geschah durch Hiram Percy Maxim (1869–1936), der im Mai 1914 die American Radio Relay League (ARRL) gründete. Maxim wird als „‚Stammvater‘ aller Funkamateure der Welt“ bezeichnet.
In diesen frühen Jahren der Funktechnik war es noch nicht möglich, Funktelegramme über größere Entfernungen direkt zu übermitteln. Die Reichweite der Sender und die Empfindlichkeit der Empfänger genügten dazu nicht. Amerikanische Funkamateure kamen auf die Idee, Nachrichten von einer Relaisstelle zur nächsten weiterzureichen, ähnlich wie den Stab beim Staffellauf oder eine Depesche beim Pony-Express. Dies spiegelt sich in der Namensgebung der ARRL wider, deren wörtliche Übersetzung „Amerikanische Funk-Relais-Kette“ lautet.

## ARRL Numbered Radiogram
Die ARRL empfiehlt zur Vereinfachung und Beschleunigung des Funkverkehrs die Verwendung eines speziellen Brevity Codes („Kurzcodes“). Dabei werden bestimmte Sätze, wie sie in Funktelegrammen häufig verwendet werden, durch Nummern ersetzt. Diese werden stets als Worte übermittelt und als Kennung die drei Buchstaben ARL vorangestellt. Beispielsweise „ARL FORTY SIX“ bedeutet „Greetings on your birthday and best wishes for many more to come“ (deutsch „Herzliche Grüße zu deinem Geburtstag und beste Glückwünsche für noch viele weitere“). Solch ein FT wird als ARRL Numbered Radiogram (deutsch etwa „ARRL-Nummen-Radiogramm“) bezeichnet.